# Robin Hood
Robin Hood je središnji i legendarni junak niza srednjovjekovnih engleskih balada.
U najranijim pisanim izvorima iz sredine 15. stoljeća opisan je kao krvoločan pohlepan pljačkaš. Kasnije je Robin Hood u anglosaskoj književnosti postao plemić-domoljub u anglosaskoj borbi protiv Normana. Konačno mu se u 19.i 20. stoljeću mijenja lik u borca za socijalnu pravdu, koji oduzima bogatima i daje siromašnima. 
Prema srednjovjekovnim baladama, Robin Hood zajedno s brojnim suborcima te Little Johnom i Willom Scarletom živi skriven u Šervudskoj šumi (eng. Sherwood Forest) u blizini Nottinghama. Predmetom balada kasnije postaje i ljubav s Marianom. Nije utvrđeno je li Robin Hood postojao kao stvarna povijesna osoba. 

## Vanjske poveznice
- Robin Hood, Bold Outlaw of Barnsdale and Sherwood
- The Robin Hood Project, University of Rochester